# Nelson Szpeiter
Nelson Szpeiter (São Paulo, 2 de setembro de 1938 - Curitiba, 20 de outubro de 2010) foi um médico brasileiro especializado em infectologia. Descreveu o primeiro caso de AIDS no Paraná (1).

## Biografia
Formado em medicina no ano de 1962 na UFPR, ingressa na disciplina de Doenças Infecciosas e Parasitárias da UFPR no ano de 1967 e em 1970, conclui especialização em medicina tropical no Instituto de Medicina Tropical da Faculdade de Medicina da Universidade Estadual de São Paulo.
Professor livre-docente na disciplina de Doenças Infeciosas e Parasitárias, descreveu o primeiro caso de AIDS no Paraná no ano de 1984.